# 34 Batalion WOP

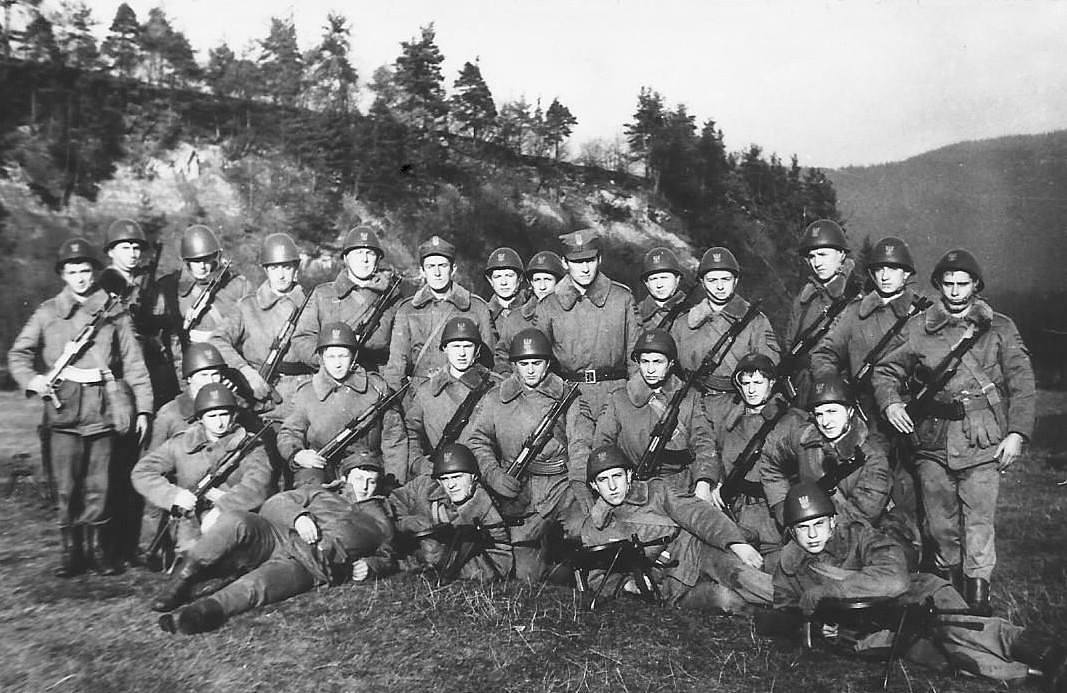
Żołnierze plutonu odwodowego na szkoleniu w Jeleśni (jesień 1974)

34 Batalion Wojsk Ochrony Pogranicza/Batalion graniczny skadrowany GB WOP w Żywcu – zlikwidowany samodzielny pododdział Wojsk Ochrony Pogranicza pełniący służbę na granicy polsko-czechosłowackiej.
Składnica materiałowa Wojsk Ochrony Pogranicza Żywiec – zlikwidowana składnica zaopatrzenia kwatermistrzowskiego Wojsk Ochrony Pogranicza.

## Formowanie i zmiany organizacyjne
Na podstawie rozkazu MBP nr 043/org z 3 czerwca 1950, na bazie 19 Brygady Ochrony Pogranicza, sformowano 3 Brygadę Wojsk Pogranicza w Krakowie, a 1 stycznia 1951 57 batalion Ochrony Pogranicza przemianowano na 34 batalion Wojsk Ochrony Pogranicza JW 2440.
Na podstawie rozkazu dowódcy WOP nr 009 z 17 lutego 1976 batalion został włączony w struktury organizacyjne Górnośląskiej Brygady WOP (GB WOP) w Gliwicach. W związku z przejściem na dwuszczeblowy system dowodzenia, rozwiązano batalion WOP w Żywcu, strażnice podporządkowano bezpośrednio pod sztab Górnośląskiej Brygady WOP.
W miejsce rozwiązanego batalionu została utworzona:
- Składnica samochodową podporządkowaną dowództwu WOP.
- Samodzielna kompania odwodowa (sko) – w 1977 przeniesiona do sztabu GB WOP w Gliwicach.
- Grupa Operacyjna Zwiadu WOP – działania operacyjne organizowała i realizowała w zakresie ochrony granicy państwowej, kontrwywiadowczej ochrony kraju, operacyjnej ochrony obiektów oraz zabezpieczenia ładu i porządku w strefie nadgranicznej. Realizowała swoje czynności przy pomocy osobowych źródeł informacji na zapleczu strażnic WOP[7].

13 grudnia 1981 po wprowadzeniu stanu wojennego na terytorium w kraju, dowódca GB WOP wewnętrznym rozkazem w miejscu stacjonowania poszczególnych batalionów, utworzył tzw. „wysunięte stanowiska dowodzenia” (zalążek przyszłych batalionów granicznych), którym podporządkował strażnice znajdujące się na odcinkach dawnych batalionów granicznych. Brygada wykonywała zadania ochrony granicy i bezpieczeństwa państwa wynikające z dekretu o wprowadzeniu stanu wojennego.

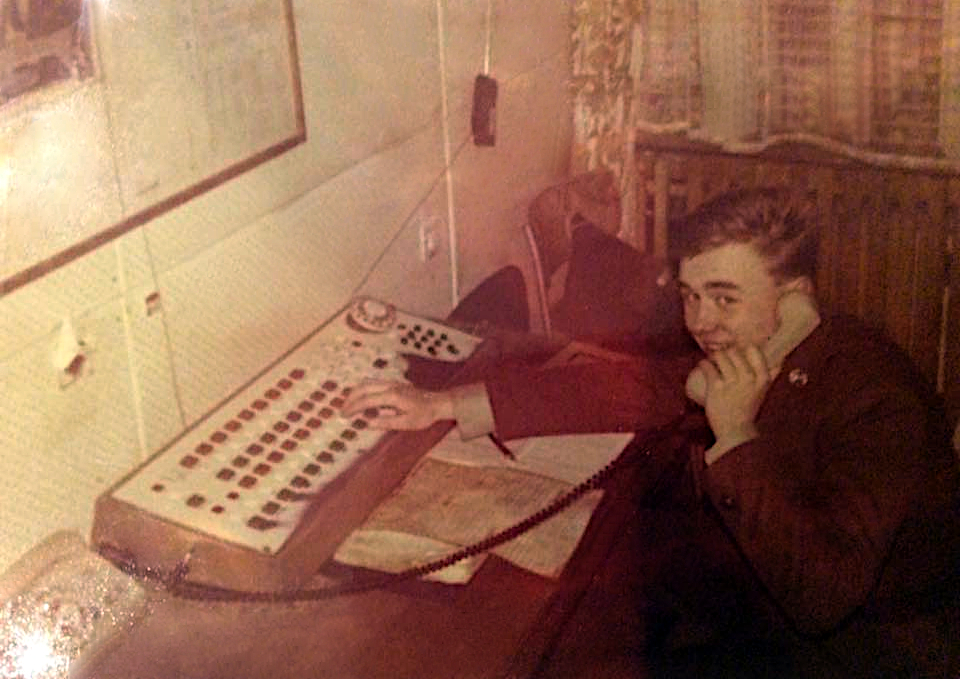
Żołnierz WOP szer. Grzegorz Janokowski przy łącznicy telefonicznej w batalionowym węźle łączności (1989)

Po kolejnej reorganizacji w drugiej połowie 1984 sformowano batalion graniczny skadrowany GB WOP w Żywcu, który rozwiązano w 1 listopada 1989. W obiekcie dalej funkcjonowała grupa operacyjnai, która podległa z-cy dowódcy do spraw zwiadu batalionu granicznego WOP w Cieszynie, do rozformowania GB WOP.
Straż Graniczna:
15 maja 1991 przestała istnieć Górnośląska Brygada WOP, 16 maja 1991 powstała Straż Graniczna, a w jej strukturze Beskidzki Oddział Straży Granicznej w Cieszynie, który przejął obiekty koszarowe i strażnice.
W ramach Beskidzkiego Oddziału SG została utworzona:
- Samodzielna kompania odwodowa (sko)[15].
- Grupa Operacyjna Wydziału Ochrony Granicy Państwowej (GO WOGP).
- Grupa Techniki i Zabezpieczenia Wydziału Techniki i Zabezpieczenia – do zabezpieczenia logistycznego strażnic SG i GPK SG kierunku „żywieckiego”.

W związku z likwidacją Beskidzkiego Oddziału SG, 1 stycznia 1999 obiekty SG w Żywcu weszły w podporządkowanie Karpackiego Oddziału Straży Granicznej w Nowym Sączu.

## Struktura organizacyjna
W 1954 batalionowi podlegały:
- 199 strażnica WOP Zawoja
- 200 strażnica WOP Korbielów
- 201 strażnica WOP Złatna
- 202 strażnica WOP Soblówka
- 203 strażnica WOP Rycerka Górna
- 204 strażnica WOP Zwardoń.

W 1956 batalionowi podlegały:
- 13 strażnica WOP Zawoja
- 14 strażnica WOP Korbielów
- 15 strażnica WOP Złatna
- 16 strażnica WOP Soblówka
- 17 strażnica WOP Rycerka Górna
- 18 strażnica WOP Zwardoń.

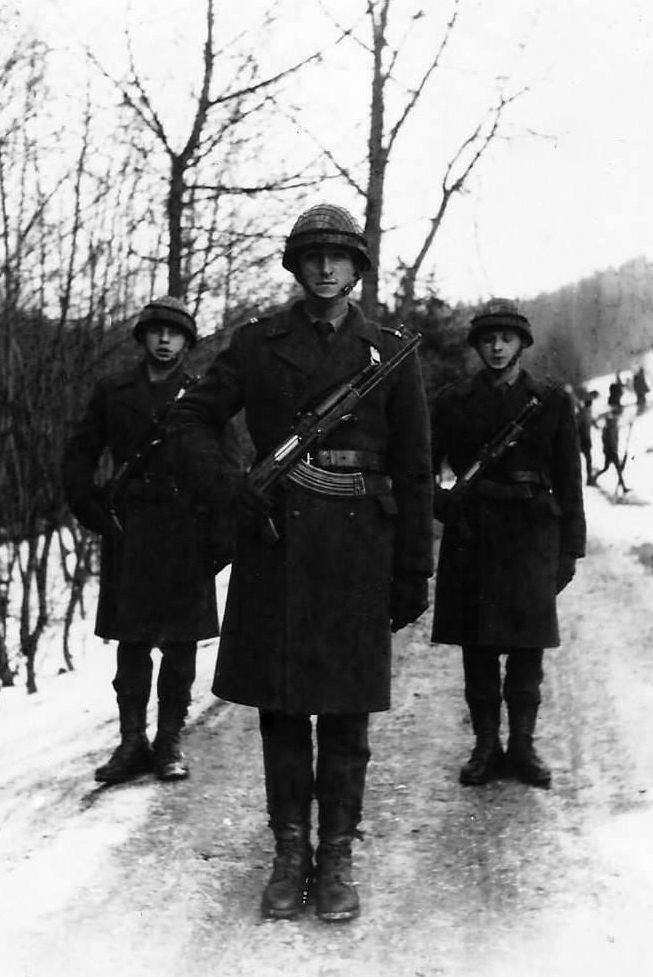
Posterunek honorowy z żołnierzy batalionu WOP Żywiec nieopodal Strażnicy WOP Rycerka Górna, podczas memoriału im. kpt. Zbigniewa Plewy (1975)

1 stycznia 1960 batalionowi WOP Żywiec podlegały:
- 1 placówka WOP II kategorii Poniwiec
- 2 placówka WOP II kategorii Wisła
- 3 strażnica WOP III kategorii Jaworzynka
- 4 strażnica WOP III kategorii Krężelka
- 5 strażnica WOP III kategorii Zwardoń
- 6 strażnica WOP III kategorii Rycerka
- 7 strażnica WOP III kategorii Soblówka
- 8 strażnica WOP III kategorii Korbielów
- 9 placówka WOP Zawoja.

1 stycznia 1964 batalionowi WOP Żywiec podlegały:
- 1 strażnica lądowa WOP Zwardoń
- 2 placówka WOP Rycerka
  - Placówka Kontroli Małego Ruchu Granicznego Rycerka
  - Placówka Kontroli Małego Ruchu Granicznego Przegibek
- 3 strażnica WOP lądowa Soblówka
- 4 strażnica WOP lądowa Korbielów
  - Placówka Kontroli Małego Ruchu Granicznego Korbielów
- 5 placówka WOP Zawoja.

Dowództwo batalionu granicznego 1976 rok
- dowódca batalionu − ppłk Franciszek Buczyło
- szef sztabu batalionu − mjr Edward Stadnicki
- zastępca dowódcy batalionu do spraw politycznych − mjr Jan Pietrasik
- zastępca dowódcy batalionu do spraw zwiadu − mjr Mieczysław Krzyżewski.

W 1976 batalionowi WOP Żywiec podlegały:
- Placówka Kadrowa WOP Zawoja
- Placówka Kadrowa WOP Korbielów
- Placówka Kadrowa WOP Soblówka
- Placówka Kadrowa WOP Rycerka
- Placówka Kadrowa WOP Zwardoń.

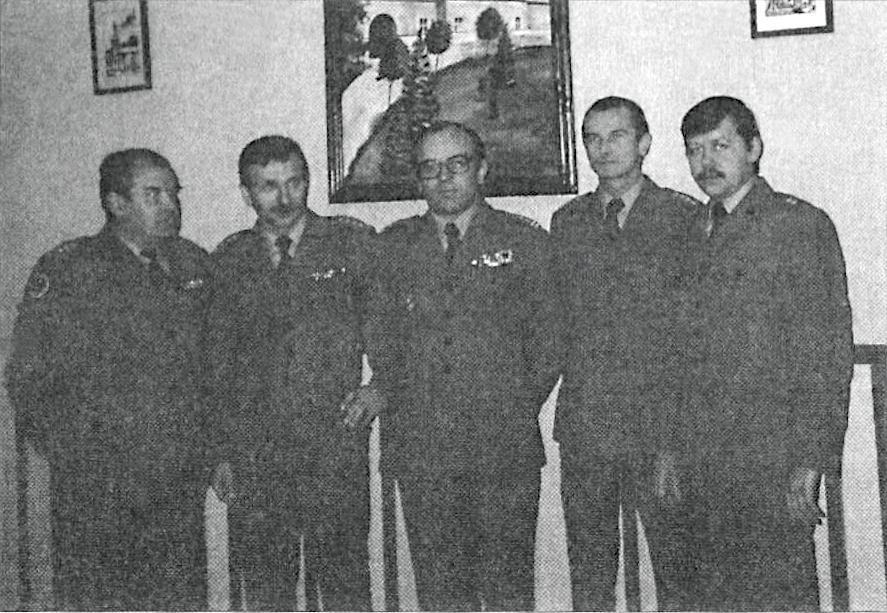
Z-ca d-cy batalionu ds. zwiadu ppłk Albin Kłodnicki z d-cami strażnic WOP kierunku żywieckiego (1984–1989)

Dowództwo batalionu II połowa 1984
- dowódca batalionu − ppłk Kazimierz Bednarczyk
- zastępca dowódcy batalionu do spraw politycznych − ppłk Jan Pietrasik
- zastępca dowódcy batalionu do spraw zwiadu (kierownik sekcji zwiadu) − kpt. Albin Kłodnicki[19].

W II połowie 1984 do października 1989 batalionowi podlegały:
- kompania odwodowa – por. Krzysztof Olejnik
- Strażnica Kadrowa WOP Zawoja
- Strażnica Kadrowa WOP Korbielów
- Strażnica Kadrowa WOP Soblówka
- Strażnica Kadrowa WOP Rycerka
- Strażnica Kadrowa WOP Zwardoń.

## Żołnierze batalionu

### Dowódcy batalionu
- kpt. Edward Granat (był w 1953)
- mjr Bolesław Król (był w 1953)
- ppłk Franciszek Buczyło[5]

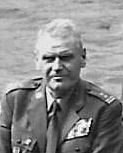
ppłk Kazimierz Bednarczyk d-ca skadrowanego bg GB WOP w Żywcu (1988)

- ppłk Kazimierz Bednarczyk – do rozformowana[18].

### Kierownicy GOZ WOP
- mjr Aleksander Dubaś (był w 1976)[2]
- kpt./ppłk Albin Kłodnicki p.o. (01.11.1984–18.06.1985) (19.06.1985–31.07.1989)[19].

### Kierownicy składnicy
- mjr Mirosław Musiał (był w 1976)[2].

### Dowódcy sko
- mjr Edward Stadnicki (był w 1976)[2].
- kpt. Ryszard Łętowski (od 29.04.1977)[20].

## Wydarzenia
- 1956 – koniec czerwca, początek lipca w okresie tzw. „Wypadków poznańskich”, przy linii granicznej i w strefie działania, odnajdywano pakunki zawierające ulotki z tzw. „bibułą”, przytwierdzone do balonów leżących na ziemi[21]. W związku z masowością zjawiska, żołnierze otrzymali zezwolenie na użycie broni, celem zestrzelenia nisko przelatujących balonów (nawet jeśli znajdowały się na terytorium czechosłowackim, ale w zasięgu ognia – to samo czynili pogranicznicy czechosłowaccy)[22].
- 13 grudnia 1981–22 lipca 1983 – (Stan wojenny w Polsce), normę służby granicznej dla żołnierzy podwyższono z 8 do 12 godzin na dobę. Ścisłą kontrolą objęto całą strefę nadgraniczną, zamknięte zostały szlaki turystyczne. W stan gotowości były postawione pododdziały odwodowe[23].